# Get at Me Dog
Get at Me Dog – singel amerykańskiego rapera DMX-a wydany 10 stycznia 1998 roku. Zapowiada on płytę It’s Dark and Hell Is Hot. Szybko zdobył popularność. 29 maja 1998 został zatwierdzony jako złoto przez RIAA 1.

## Zawartość

### Get at Me Dog
W "Get at Me Dog" gościnnie występuje Sheek Louch z grupy The Lox. Można go usłyszeć w wejściówce, refrenie i w trakcie zwrotek DMX-a. Podkład został wykonany przez Dame'a Grease'a dla Vacant Lot Productions i Ruff Ryders Entertainment z pomocą PK dla Ruff Ryders Entertainment. Nagrane w Chung King Studios, Hit Victory Studios przez D'Anthony Johnsona. Zawiera sample'a z "Everything Good to You" B.T. Express.
Tekst ostatniej zwrotki to użyty ponownie "East Coast Freestyle", będący dissem na 2Paca i raperów z zachodu. W "Get at Me Dog" słowa te zostały skierowane do K-Solo. Utwór kończy się skitem.
50 Cent nawiązuje do tego utworu dissując Sheeka w "Piggy Bank".
"Get at Me Dog" można usłyszeć w Grand Theft Auto: Liberty City Stories, w fikcyjnej stacji radiowej The Liberty Jam.
Tekst piosenki

### Stop Being Greedy
"Stop Being Greedy" to utwór o gniewnym nastroju. Podkład został skomponowany przez PK dla Ruff Ryders Entertainment z pomocą Grease'a dla Vacant Lot Productions i Ruff Ryders Entertainment. Nagrane w Power House Studios, Soundtracks Studios przez D'Anthony Johnsona. Zmiksowane przez DURO dla No Question Entertainment. Zawiera sample'a z "My Hero Is a Gun" M. Masseta.
W "Stop Being Greedy" DMX rapuje na dwa głosy i z dwóch różnych punktów widzenia - beztroski raper i biedny człowiek z ulicy. W klipie jeszcze bardziej podkreślono różnicę między nimi, w momencie, w którym DMX-raper mówi "I say to myself/Keep focus with this rap shit and pray for the wealth/I want the money and give me the honeys with big asses/The most expensive champagne you got in big glasses" i wszystkie te marzenia się spełniają. Fragmenty klipu związane z DMX-em w roli biedaka przedstawiają akcję zorganizowaną przez niego i jego przyjaciół, której celem jest prawdopodobnie zemsta (co można wywnioskować z tekstu) na nieznanym z nazwiska bogaczu. Wchodzą do domu przez okno i gonią milionera po całej jego posiadłości. Pod koniec klipu szczują go psem.
Tekst piosenki

## Lista utworów
1. "Get at Me Dog" (Intro) – 0:44
2. "Get at Me Dog" (Street Version) (featuring Sheek Louch) – 3:09
3. "Get at Me Dog" (Instrumental) – 2:55
4. "Interview With Irv Gotti" – 2:34
5. "Get at Me Dog Freestyle" (featuring The Lox) – 4:08
6. "Stop Being Greedy" (Street Version) – 3:41
7. "Stop Being Greedy" (Instrumental) – 3:41

## Pozycje na listach
| Singel        | Singel        | Singel            | Singel            |
| Get at Me Dog | Get at Me Dog | Stop Being Greedy | Stop Being Greedy |
| Lista         | Pozycja       | Lista             | Pozycja           |
| ------------- | ------------- | ----------------- | ----------------- |
| U.S.          | # 39          | U.S.              | # 79              |
| US R&B        | # 19          | US R&B            | # 45              |
| US Rap        | # 6           | US Rap            | -                 |